# Arthon-en-Retz

Arthon-en-Retz este o comună în departamentul Loire-Atlantique, Franța. În 2009 avea o populație de 3,629 de locuitori.